# Manuel Neumann
Manuel Neumann (* 19. Dezember 1986 in Ludwigsburg) ist ein deutscher Eishockeyspieler, der seit Oktober 2020 bei den Füchse Duisburg unter Vertrag steht.

## Karriere
Neumann begann seine Karriere beim SC Bietigheim-Bissingen, wo er ab der Saison 2004/05 für die Profimannschaft in der 2. Bundesliga aktiv war. Des Weiteren spielte er für das Juniorenteam in der Junioren-Bundesliga. Dort gehörte er zu den teamintern punktbesten Verteidigern. Seine erfolgreichste Spielzeit war die Saison 2006/07, als er in 30 Junioren-Partien 47 Mal punkten konnte. Im Sommer 2007 verließ er den Klub und schloss sich dem damaligen Oberligisten Wölfe Freiburg an. Beim SC Bietigheim-Bissingen kam er in fünf Jahren auf lediglich 15 Partien in der zweiten Liga.
Bei den Wölfen gehörte er sofort dem Stammkader an und stieg mit dem Verein in der Saison 2007/08 in die 2. Bundesliga auf. Neumann blieb eine weitere Spielzeit in Freiburg, ehe er im September 2009 zurück in die Oberliga zum EHC Dortmund wechselte. Dort erhielt er einen Vertrag, nachdem er bereits in einigen Vorbereitungsspielen der Elche zum Einsatz kam.
2012 erhielt Neumann vom damaligen Oberliga-Nord-Teilnehmer, den Löwen Frankfurt, einen Zwei-Jahres-Vertrag, welcher schließlich 2014 mit dem Aufstieg in die DEL2 bei den Löwen beendet wurde und dieser zu den Füchsen Duisburg wechselte. Nach zwei gespielten Wochen in der Saison 2017/2018 wurde sein Vertrag in Duisburg aufgelöst und Neumann wechselte in die Oberliga Süd zu den Starbulls Rosenheim.

## Karrierestatistik
| 2004/05      | SC Bietigheim-Bissingen | 2. BL        | 2  | 0  | 0  | 0  | 0   |   |   |   |   |   |
| 2004/05      | SC Bietigheim-Bissingen | J-BL         | 25 | 3  | 8  | 11 | 70  |   |   |   |   |   |
| 2005/06      | SC Bietigheim-Bissingen | 2. BL        | 4  | 0  | 0  | 0  | 0   |   |   |   |   |   |
| 2005/06      | SC Bietigheim-Bissingen | J-BL         | 22 | 6  | 13 | 19 | 87  |   |   |   |   |   |
| 2006/07      | SC Bietigheim-Bissingen | 2. BL        | 9  | 0  | 0  | 0  | 0   |   |   |   |   |   |
| 2006/07      | SC Bietigheim-Bissingen | J-BL         | 30 | 21 | 26 | 47 | 86  |   |   |   |   |   |
| 2007/08      | Wölfe Freiburg          | OL           | 54 | 1  | 4  | 5  | 40  | 2 | 0 | 0 | 0 | 4 |
| 2008/09      | Wölfe Freiburg          | 2. BL        | 38 | 0  | 3  | 3  | 6   | 2 | 0 | 0 | 0 | 0 |
| 2009/10      | EHC Dortmund            | OL           |    |    |    |    |     |   |   |   |   |   |
| J-BL gesamt  | J-BL gesamt             | J-BL gesamt  | 77 | 30 | 47 | 77 | 243 |   |   |   |   |   |
| 2. BL gesamt | 2. BL gesamt            | 2. BL gesamt | 53 | 0  | 3  | 3  | 6   | 2 | 0 | 0 | 0 | 0 |

(Legende zur Spielerstatistik: Sp oder GP = absolvierte Spiele; T oder G = erzielte Tore; V oder A = erzielte Assists; Pkt oder Pts = erzielte Scorerpunkte; SM oder PIM = erhaltene Strafminuten; +/− = Plus/Minus-Bilanz; PP = erzielte Überzahltore; SH = erzielte Unterzahltore; GW = erzielte Siegtore; 1 Play-downs/Relegation; Kursiv: Statistik nicht vollständig)